# Ana Palacio

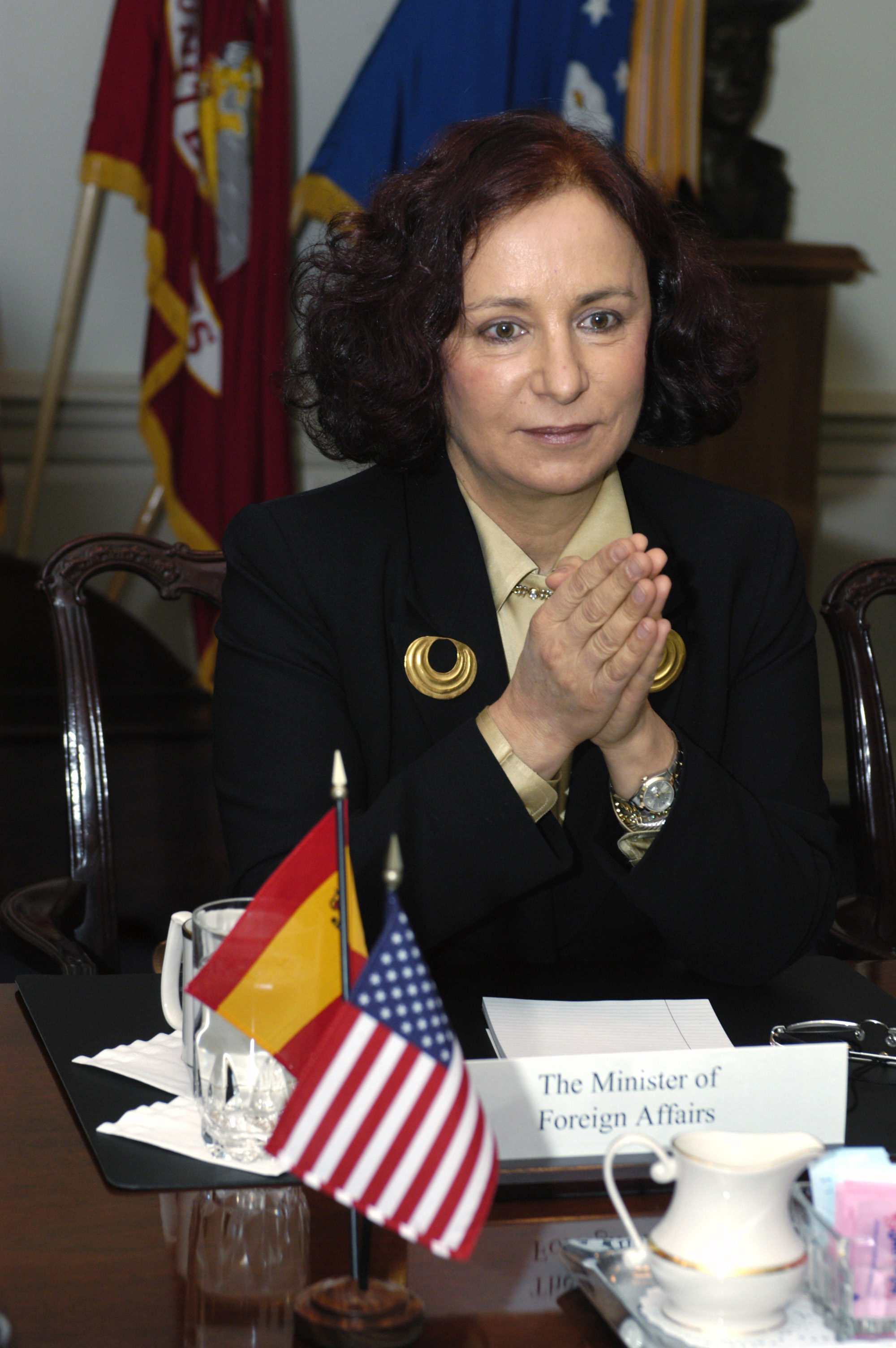
Ana de Palacio, 2004

Ana Isabel de Palacio del Valle-Lersundi (* 22. Juli 1948 in Madrid) ist eine spanische Politikerin. Sie war vom 9. Juli 2002 bis zum 16. April 2004 spanische Außenministerin in der Regierung José María Aznar, und damit erste Frau an der Spitze der spanischen Diplomatie.

## Leben
Sie schloss ihre Hochschulausbildung ab in den Fächern Jura, Politik und Soziologie, arbeitete mehrere Jahre als Rechtsanwältin, bevor sie 1994 für den Partido Popular (PP) ins Europäische Parlament gewählt wurde.
Hier leitete sie später den Innenausschuss und vertrat Spanien im Präsidium des Verfassungskonvents.
Sie ist Mitglied im European Leadership Network.
Ana Palacios Schwester war die 2006 verstorbene, ehemalige EU-Kommissarin Loyola de Palacio del Valle-Lersundi. Ihre Eltern waren Luis María de Palacio y de Palacio, 4. Marqués de Matonte, aus einer Adelsfamilie baskischen Ursprungs, und seine Frau Luisa Mariana del Valle Lersundi y del Valle. 